# Chaos A.D.
Chaos A.D. peti je studijski album brazilskog metal sastava Sepultura, objavljen 2. rujna 1993. godine.
Ovim je albumom Sepultura postala jedan od začetnika groove metala. Također, njime su stekli međunarodnu popularnost. Album je producirao Andy Wallace te je dostigao zlatnu i srebrnu nakladu u SAD-u i Europi. Singlovi koji su objavljeni s albuma su "Refuse/Resist", "Territory" i "Slave New World".

## Teme pjesama
Uvodna pjesma "Refuse/Resist" podsjeća na protestni slogan, dok pjesma "Territory" govori o sukobu Palestinaca i Izraelaca, a "Slave New World", čiji je ko-autor teksta i Evan Seinfeld, basist sastava Biohazard, o ratu protiv cenzure. Također, na albumu je prisutna i tema masakra, pjesma "Amen" govori o maskaru sljedbenika Davida Koresha u Teksasu, "Manifest" o masakru u Carandiru, a "Kaiowas" je napravljena u čast brazilskim Indijancima koji su u znak protesta naspram odluke vlade da ih preseli sa zemlje njihovih predaka počinili kolektivno samoubojstvo.

## Popis pjesama
1. "Refuse/Resist" - 3:20
2. "Territory" - 4:47
3. "Slave New World" - 2:55
4. "Amen" - 4:27
5. "Kaiowas" - 3:43
6. "Propaganda" - 3:33
7. "Biotech Is Godzilla" - 1:52
8. "Nomad" - 4:59
9. "We Who Are Not as Others" - 3:42
10. "Manifest" - 4:49
11. "The Hunt" - 3:59
12. "Clenched Fist" - 4:58
13. "Chaos B.C." - 5:12
14. "Kaiowas (Tribal Jam)" - 3:47
15. "Territory (uživo)" - 4:48
16. "Amen/Inner Self (uživo)" - 8:42

## Osoblje
- Max Cavalera — vokali, gitara, udaraljke
- Andreas Kisser — gitara, viola
- Igor Cavalera — bubnjevi, udaraljke
- Paulo Jr. — bas gitara, udaraljke

## Top liste
| Godina | Top lista      | Pozicija |
| ------ | -------------- | -------- |
| 1993.  | Billboard 200  | 32.      |
| 1993.  | UK Album Chart | 11.      |

| Godina | Država     | Naklada | Prodaja |
| ------ | ---------- | ------- | ------- |
| 1994.  | Belgija    | Zlatna  | 25.000  |
| 1994.  | Brazil     | Zlatna  | 100.000 |
| 1994.  | Francuska  | Srebrna | 50.000  |
| 1994.  | Indonezija | Zlatna  | 25.000  |
| 1994.  | UK         | Srebrna | 60.000  |
| 1997.  | Australija | Zlatna  | 35.000  |
| 2000.  | SAD        | Zlatna  | 500.000 |
| 2002.  | UK         | Zlatna  | 100.000 |
|        | Nizozemska | Zlatna  | 30.000  |